# Palmeira de Faro e Curvos
Palmeira de Faro e Curvos (llamada oficialmente União das Freguesias de Palmeira de Faro e Curvos) es una freguesia portuguesa del municipio de Esposende, distrito de Braga.

## Historia
Fue creada el 28 de enero de 2013 en aplicación de una resolución de la Asamblea de la República de Portugal promulgada el 16 de enero de 2013 con la unión de las freguesias de Curvos y Palmeira de Faro, pasando su sede a estar situada en la antigua freguesia de Palmeira de Faro.

## Poblaciones
Está formado por los siguientes núcleos de población:
- Palmeira de Faro
- Eira de Ana
- Terroso
- Susão
- Curvos
- Frossos
- Vilar

## Demografía
| Gráfica de evolución demográfica de Palmeira de Faro e Curvos entre 2011 y 2021 |
|                                                                                 |
| Datos según el nomenclátor publicado por el INE portugués.                      |